# هذاب شبه صحراوي
هذاب شبه صحراوي (الاسم العلمي: Monias benschi)، هو طائر يسكن الأرض ومستوطن في مدغشقر. وهو واحد من ثلاثة أنواع في فصيلة الهذابيات، ويقتصر توزيعه على منطقة منخفضة صغيرة في جنوب غرب مدغشقر.